# それが答えだ! (ウルフルズの曲)
「それが答えだ!」（-こたえだ）は、1997年2月26日に発売されたウルフルズ14枚目のシングル。発売元は東芝EMI。

## 解説
「それが答えだ!」にゲスト・コーラスとして真城めぐみが参加。パパイヤ鈴木が振付を担当。アルバム・ヴァージョンも制作された。ミュージック・ビデオは、大阪市都島区にあった「キャバレー天守閣」で撮影されている。同名のドラマが同じく1997年に制作されたが、本楽曲は主題歌に使われず次作『かわいいひと』のカップリング曲「ワンダフル・ワールド」を主題歌に起用。2021年の映画『くれなずめ』で挿入歌として使用されており同映画の主題歌「ゾウはネズミ色」は、本曲へのアンサーソングとなっている。
当時CDの売り上げや露出も減り、このまま一発屋になるのではと世間から見られ自分達も不安に感じていた時にリリースした勝負作。
「ヤッサ！2022」のラストで披露した。

## 収録曲
全曲　作詞・作曲：トータス松本　
1. それが答えだ!
  - 編曲：ウルフルズ、吉田建
2. 車が走る
  - 編曲：ウルフルズ、吉田建、太田要
3. それが答えだ!（オリジナル・カラオケ）